# لوكا جينتيلي
لوكا جينتيلي (بالإيطالية: Luca Gentili)‏ هو لاعب كرة قدم إيطالي في مركز حراسة المرمى، ولد في 21 مارس 1972 في سان سيفيرينو ماركي في إيطاليا. لعب مع ايه سي ماكراتيسي ونادي باري ونادي بيستويسي ونادي تارانتو 1927 ونادي كاتانزارو.